# 若松神社 (八王子市)
若松神社（わかまつじんじゃ）は、東京都八王子市宮下町478にある神社。

## 特色
- 場所は、京王八王子駅より戸吹方面行きの西東京バス乗車、宮下バス停下車徒歩5分ほど。
- 下車後、杏林大学(現在はグラウンドのみの使用。)への道を進むと、右手奥の山の中腹に赤い鳥居が望まれる。
- 百段ほどの石段を登ったところに社殿が建つ。石段の途中には「正一位稲荷大明神」、社殿の右手には「八幡神社」、左手には「熊野神社」、「天満宮」の祠が祀られている。
- 「熊野神社」は向かって左側で、境内の手水石には弘化四年（1847年）、石灯籠には文化八年（1811年）の銘がある。
- 和久産巣日神（穀物の生育を司る神、五穀・養蚕の神で、商売繁盛、五穀豊穣の利益がある。）を祀っている。
- 祭神は、稚産霊命で、旧格式村社。
- 別当寺は、常福寺。
- 例大祭は、9月29日。
- 宮下村の鎮守で、寛政4年(1792年)社殿再建。木食作の大龍権現像3体があるという。この仏像は伝説によると、当地の山伏、荻島氏が奥州の戦乱（いつの事か不明）に従軍した際に会津地方より持ち帰ったものという。